# Oldwig von Natzmer (General, 1904)

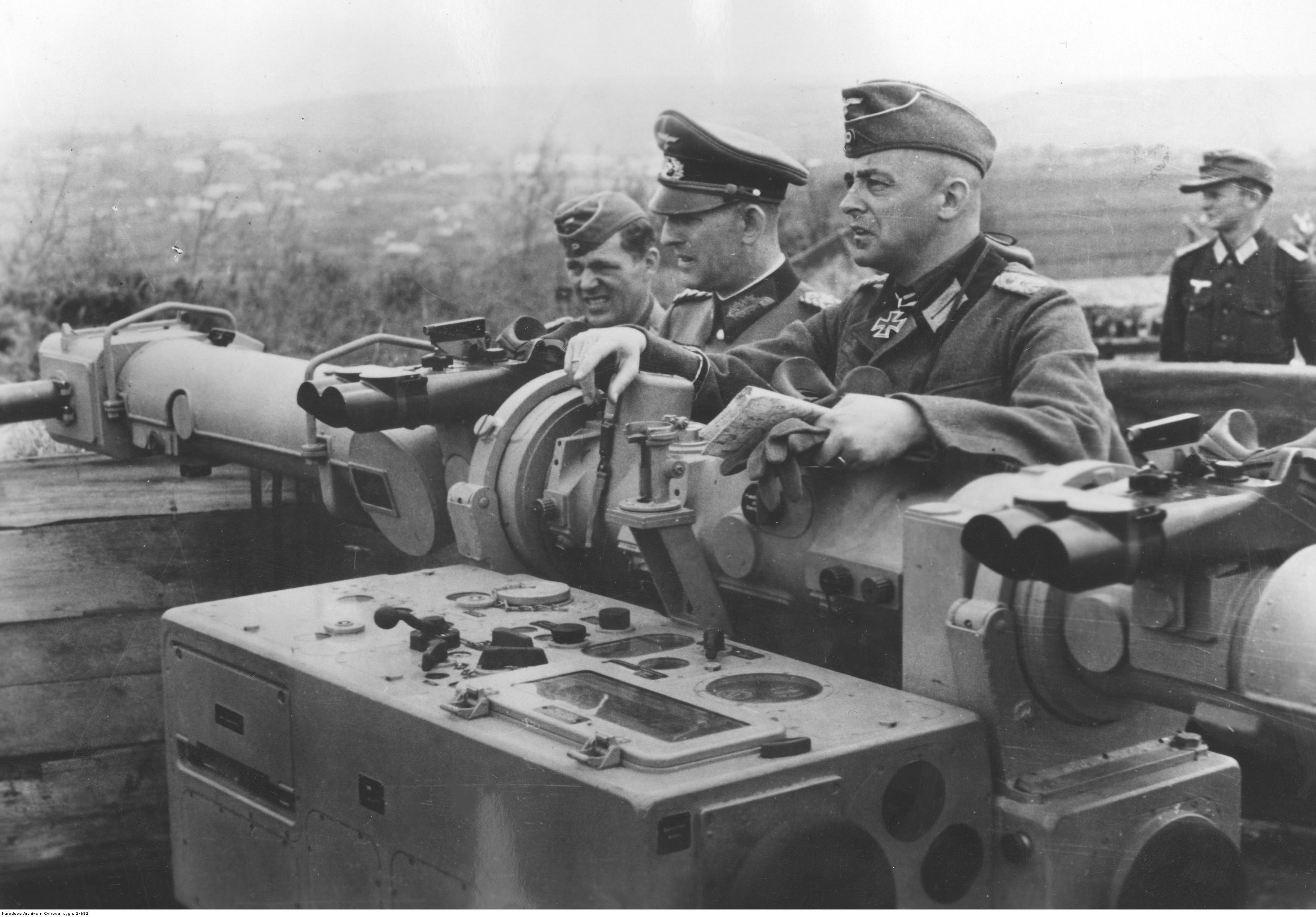
Oldwig von Natzmer (3. von links) trägt den Ärmelstreifen der Panzergrenadierdivision „Großdeutschland“ rechts am Arm. Er steht vor einem 4-Meter-Basisgerät der Flak. Aufgenommen 1944 vor dem 20. Juli 1944 an der Ostfront, links von ihm Rudolf Schmundt

Oldwig Otto Wilhelm Gneomar von Natzmer (* 29. Juni 1904 in Liegnitz; † 1. April 1980 in Dissen am Teutoburger Wald) war ein deutscher Generalleutnant der Wehrmacht im Zweiten Weltkrieg.

## Leben
Am 1. April 1925 trat er als Fahnenjunker in die Reichswehr ein. Während seines Dienstes bei der 4. Eskadron des 9. (Preußisches) Reiter-Regiments in der Garnison Fürstenwalde, wurde Natzmer am 1. Dezember 1928 zum Leutnant ernannt. Am 1. März 1936 wurde er Rittmeister und besuchte die Kriegsakademie in Berlin. Am 26. August 1938 trat er in den Generalstab des Heeres ein und wurde dort zum Major befördert. Am 1. April 1941 wurde er zum Ersten Generalstabsoffizier (Ia) der an der Ostfront befindlichen 161. Infanterie-Division ernannt. Ab Juli 1941 wechselte er in der gleichen Position zum XXXIX. motorisierten Armeekorps. Am 1. April 1942 wurde er zum Oberstleutnant befördert, am 1. November kurzfristig Erster Generalstabsoffizier der 26. Panzer-Division und ab Dezember 1942 Ia der Infanterie-Division Großdeutschland. Am 2. April 1943 erhielt er das Deutsche Kreuz in Gold und wurde am 1. Mai 1943 zum Oberst ernannt. Am 1. Juli 1944 folgte die Beförderung zum Generalmajor, am 4. September 1943 wurde er mit dem Ritterkreuz des Eisernen Kreuzes ausgezeichnet. Im Juli 1944 wurde er Generalstabschef der Heeresgruppe Nord und im Februar 1945 Chef des Generalstabes der Heeresgruppe Mitte. Am 15. März 1945 wurde er noch zum Generalleutnant ernannt. Im Mai 1945 geriet er in amerikanische Gefangenschaft und wurde in verschiedenen Kriegsgefangenenlagern interniert. Ab Dezember war er Prisoner of War Enclosure No. 8 und Mitglied der Historical Division. Von Juni 1948 bis zum Mai 1949 war er Mitglied der vom ehemaligen Generalstabschef des Heeres Franz Halder geführten „Control Group“ der Operational History (German) Section der US Army.
Am 7. Dezember 1935 heiratete er in Hannover Ilse-Renate von Buch (1908–1982).